# Iberochondrostoma
Az Iberochondrostoma a sugarasúszójú halak (Actinopterygii) osztályának a pontyalakúak (Cypriniformes) rendjébe, ezen belül a pontyfélék (Cyprinidae) családjába tartozó nem.

## Rendszerezés
A nembe az alábbi 5 faj tartozik:
- Iberochondrostoma almacai (Coelho, Mesquita & Collares-Pereira, 2005)
- portugál koncér (Iberochondrostoma lemmingii) (Steindachner, 1866)
- Iberochondrostoma lusitanicum (Collares-Pereira, 1980)
- Iberochondrostoma olisiponensis (Gante, Santos & Alves, 2007)
- Iberochondrostoma oretanum (Doadrio & Carmona, 2003)